# Крістіан Ролдан
Крістіан Ролдан (англ. Cristian Roldan, нар. 3 червня 1995, Артісія) — американський футболіст, півзахисник клубу «Сіетл Саундерз» та національної збірної США.

## Клубна кар'єра
Народився 3 червня 1995 року в місті Артісія. Під час навчання в Вашингтонському університеті у 2013-2014 роках Ролдан виступав за університетську команду в Національній асоціації студентського спорту. Паралельно в цей час він також грав за клуб «Вашингтон Кроссфайр» з Premier Development League, четвертого напівпрофесійного дивізіону США.
15 січня 2015 року на Супердрафті MLS Ролдан був обраний клубом «Сіетл Саундерз» в першому раунді під загальним 16-м номером. Його дебют за команду відбувся 8 березня в матчі першого туру сезону 2015 проти «Нью-Інгленд Революшн», в якому він замінив у компенсований до другого тайму час Гонсало Пінеду. 21 березня він зіграв матч у складі фарм-клубу «Сіетл Саундерз 2» проти «Сакраменто Ріпаблік», де вийшовши на заміну, забив гол. 28 березня 2015 року в матчі проти «Далласа» Ролдан вперше вийшов на поле в стартовому складі «Сіетл Саундерс». Свій перший гол в MLS Ролдан забив 13 липня 2016 року у ворота «Далласа». Наразі встиг відіграти за команду з Сіетла 73 матчі в національному чемпіонаті.

## Виступи за збірні
2015 року залучався до складу молодіжної збірної США. На молодіжному рівні зіграв у 2 офіційних матчах. 
На дорослому рівні він не заграний за одну національну збірну, і може також обирати між збірними Гватемали і Сальвадору, звідки походять коріння його батьків. Проте футболіст вирішив виступати за США, у яких народився.
2017 року, не маючи у своєму активі жодного матчу за національну збірну, він був включений у заявку на Золотий кубок КОНКАКАФ 2017 року у США, на якому і дебютував за збірну 12 липня в матчі групового етапу проти Мартиніки (3:2).

## Досягнення
- Володар Золотого кубка КОНКАКАФ (2): 2017, 2021
- Срібний призер Золотого кубка КОНКАКАФ (1): 2019
- Володар Кубка МЛС (2):

«Сіетл Саундерз»: 2016, 2019
- Переможець Ліги чемпіонів КОНКАКАФ (1):

«Сіетл Саундерз»: 2022